# Horní Víska
Horní Víska (německy Ober-Dörfles) je zaniklá vesnice v Plzeňském kraji. Stávala v Tepelské vrchovině jihovýchodně od Lestkova u cesty mezi Stanem a Dolní Vískou v okrese Tachov. Zanikla vysídlením v polovině dvacátého století.

## Název
V písemných pramenech se název vesnice objevuje ve tvarech: „na vsi Vísky“ (1572), „Oben oder Hohen-Dörfles“ (1788) a Ober-Dörfles (1838).

## Historie
První písemná zmínka o vesnici pochází z roku 1572. Podle berní ruly z roku 1654 ve vsi žilo pět sedláků, kteří vlastnili šest potahů, čtyři krávy, sedm jalovic, jednu ovci a dvanáct prasat. Obdělávali celkem 105 strychů půdy.
Po druhé světové válce byla v dubnu roku 1946 vystěhována většina obyvatel. Vysídlení lidé museli odejít do vysídlovacího tábora v Chodové Plané a do prázdné vesnice se přistěhovali Slováci z Jedľových Kostoľan. Vzhledem k neúrodné půdě se do roku 1954 odstěhovali a vesnice zanikla. Dochovaly se z ní jen základy zdiva a zasypané sklepy, které zarůstají smíšeným lesem.

## Přírodní poměry
Horní Víska stávala v katastrálním území Stan u Lestkova s rozlohou 5,28 km² v jižní části Tepelské vrchoviny v nadmořské výšce okolo 575 metrů. V geomorfologickém členění Česka je území součástí podcelku Bezdružická vrchovina a okrsku Krasíkovská vrchovina. Místem, kde vesnice stávala, vede hranice přírodního parku Kosí potok.

## Obyvatelstvo
Při sčítání lidu v roce 1921 zde žilo 54 obyvatel (z toho 23 mužů) německé národnosti a římskokatolického vyznání. Podle sčítání lidu z roku 1930 měla vesnice 43 obyvatel se stejnou národnostní i náboženskou strukturou.
|           | 1869 | 1880 | 1890 | 1900 | 1910 | 1921 | 1930 | 1950 |
| --------- | ---- | ---- | ---- | ---- | ---- | ---- | ---- | ---- |
| Obyvatelé | 47   | 43   | 46   | 44   | 57   | 54   | 43   | 14   |
| Domy      | 9    | 9    | 9    | 9    | 9    | 9    | 9    | 6    |